# 六分儀座33
六分儀座33，又名BD-00 2364，HD 92588、SAO 137728、HR 4182，是六分儀座的一颗恒星，视星等为6.26，位于銀經250.38，銀緯47.42，其B1900.0坐标为赤經10h 36m 18.9s，赤緯-1° 47.42′ 57″。